# Gerard Keller
Gerard Keller (* 13. Februar 1829 in Gouda; † im Januar 1899 in Arnheim) war ein im 19. Jahrhundert in Europa bekannter und populärer niederländischer Schriftsteller und Zeitungsredakteur.

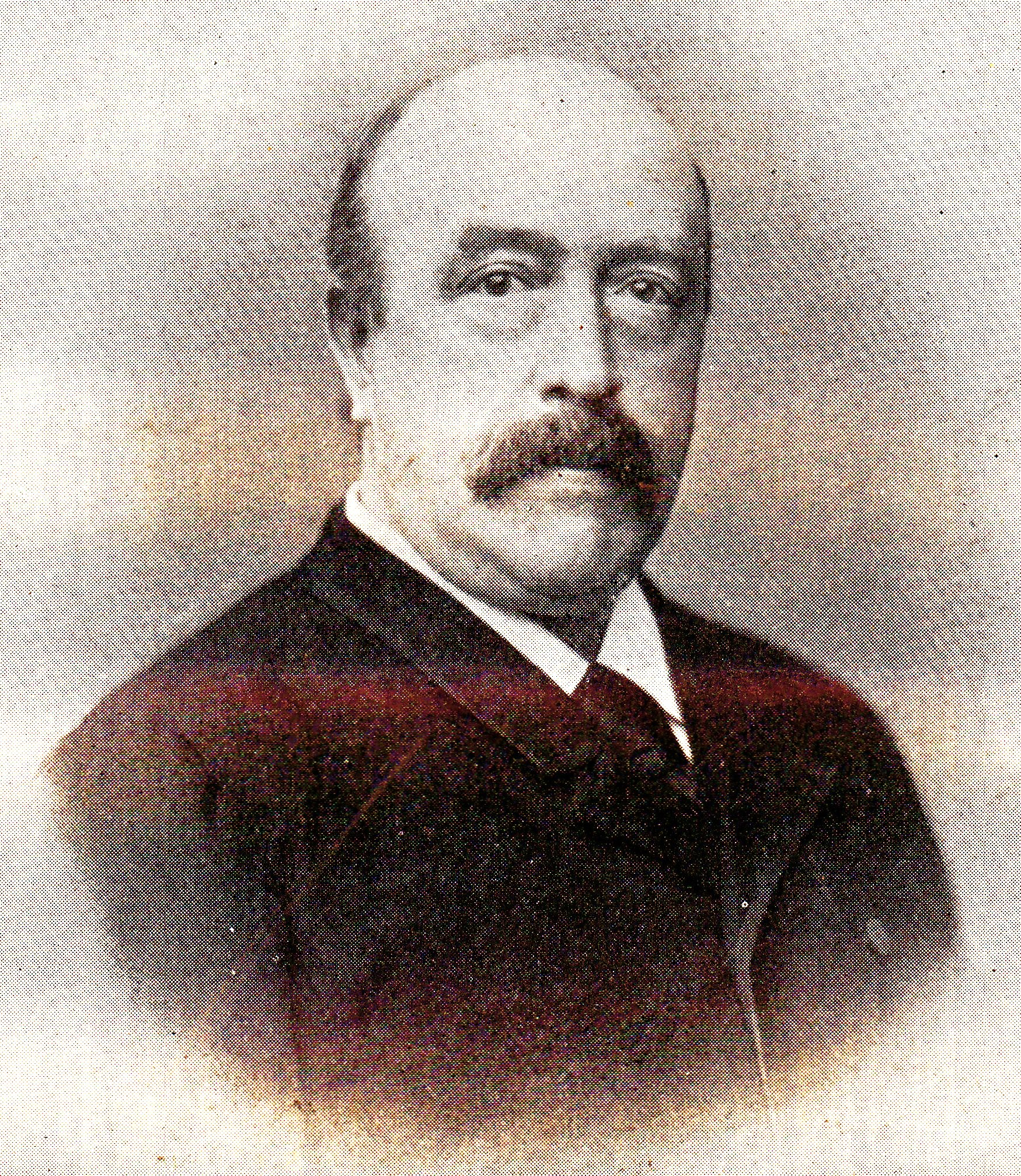
Gerard Keller

## Leben
Keller wurde in Den Haag ausgebildet. 1850 wurde er Stenograph der Generalstaaten und übernahm 1864 die Redaktion des »Arnhemsche Courant«. Keller war ein für seine Zeit ungewöhnlich produktiver Schriftsteller. Zu seinem Werk gehörten Romane, Erzählungen, Reisebeschreibungen und kunstgeschichtliche Darstellungen. Daneben war Keller als Redakteur der »Kunstkroniek« auf dem Gebiete der niederländischen Kunstgeschichte tätig und trat auch als beliebter Jugendschriftsteller auf sowie als Dramatiker mit den Lustspielen: De dochter van den barbier (Arnheim 1878), Het blauwe lint (Haag 1881), Het gevaarlijk nichtje (Haarlem 1884).

## Werkverzeichnis (Auswahl)
- 1859. Het huisgezin van den praeceptor.
- 1860. Binnen en buiten.
- 1860. Een zomer in het Noorden.
- 1863–1864. Een zomer in het Zuiden.
- 1867. Van huis.
- 1871. Overkompleet en andere novellen
- 1871. Het belegerde Parijs - Het vermoorde Parijs
- 1873. Gederailleerd.
- 1874. Het ganzebord of het blauwe lint.
- 1875. Teruggekeerd'.
- 1877–1880. Europa in al zijn heerlijkheid geschetst.
- 1878. De dochter van den barbier.
- 1878. Het servetje. [heruitgave Wim Zaal, uitg. W.van Hoeve, Den Haag, 1967]
- 1880. Op het postkantoor. Dramatische schets in een bedrijf. Premie van het Soerabaische Handelsblad. Thieme & Co. Soerabaja.
- 1882. Zwitserland.
- 1884. Het gevaarlijke nichtje.
- 1898. Haar buurman.